# Rodrigo Moreno Machado
Rodrigo Moreno Machado, noto semplicemente come Rodrigo (Rio de Janeiro, 6 marzo 1991), è un calciatore brasiliano naturalizzato spagnolo, attaccante dell'Al-Gharafa in prestito dall'Al-Rayyan.

## Caratteristiche tecniche
Nel 2012 è stato inserito nella lista dei migliori calciatori nati dopo il 1991 stilata da Don Balón.
Jolly offensivo, può giocare come prima o seconda punta, in alternativa può essere schierato anche come ala su entrambe le fasce. Nel Benfica era schierato come trequartista centrale alle spalle dell'unica punta Lima nel 4-2-3-1 di Jorge Jesus.

## Carriera

### Club

#### Real Madrid
Nato a Rio de Janeiro, Rodrigo si trasferisce in Spagna nella sua prima adolescenza, stabilendosi in Galizia dove inizia a giocare con il Celta Vigo. Nel 2009 il Real Madrid lo acquista dal Celta Vigo; inizia la stagione giocando nella Juvenil A della squadra della capitale, tuttavia viene subito promosso nel Real Madrid B con cui disputa 22 partite segnando 6 gol.

#### Prestito al Bolton
Il 31 agosto 2010 passa in prestito al Bolton, squadra inglese con cui disputa la Premier League debuttando il 24 ottobre contro il Wigan contro cui il 5 gennaio 2011 segna la sua unica rete in 17 presenze.

#### Benfica
Terminata l'esperienza in Inghilterra, viene acquistato dal Benfica nell'ambito del trasferimento di Fábio Coentrão al Real Madrid. Durante la prima stagione in Portogallo disputa 22 partite realizzando 9 gol. Il 22 agosto 2012 rinnova il proprio contratto fino al 2019.

#### Valencia
Il 23 luglio 2014 passa al Valencia con la formula del prestito. Il 15 giugno 2015 viene riscattato dal club spagnolo per 30 milioni di euro e firma un contratto quadriennale. Il 25 ottobre 2015, durante la partita persa contro l'Atletico Madrid (2-1), subisce la parziale rottura del legamento crociato posteriore del ginocchio sinistro, dovendo stare fuori almeno tre mesi.
Il 25 maggio 2019 vince con il Valencia la Coppa del Re con il risultato di 2 a 1 contro il Barcellona segnando anche un gol di testa da distanza ravvicinata.

#### Leeds
Il 25 agosto 2020 Valencia e Leeds United si accordano per il trasferimento del calciatore. Il passaggio alla compagine inglese viene finalizzato 4 giorni dopo. Per il calciatore il club spende 30 milioni di Euro, cifra record nella storia del club.

#### Al-Rayyan
Il 13 luglio 2023 viene acquistato dai qatarioti dell'Al-Rayyan.

### Nazionale
Ha giocato con le nazionali giovanili spagnole dal 2009 al 2013; nel luglio 2012 viene convocato da Luis Milla per i Giochi della XXX Olimpiade per rappresentare la Nazionale olimpica di calcio della Spagna. L'anno successivo viene inserito nella lista dei 23 convocati da Julen Lopetegui per partecipare al Campionato europeo di calcio Under-21 2013 in Israele.
Nell'ottobre 2014 viene convocato per la prima volta dal CT Vicente del Bosque nella Nazionale maggiore per la partita di qualificazione all'Europeo 2016 del 12 ottobre seguente contro il Lussemburgo, facendo il suo ingresso al minuto 82º sostituendo Diego Costa.
Il 21 maggio 2018 viene incluso dal commissario tecnico della Spagna Lopetegui nella lista dei convocati per il Mondiale di Russia 2018, che per la nazionale spagnola si conclude allo stadio degli ottavi di finale, nei quali viene sconfitta ai rigori dai padroni di casa della Russia.
Il 15 ottobre 2019 segna nel recupero la rete del definitivo 1-1 contro la Svezia, che consente alla squadra di qualificarsi matematicamente a Euro 2020.

## Statistiche

### Presenze e reti nei club
Statistiche aggiornate all'11 aprile 2023
| Stagione             | Squadra              | Campionato           | Campionato | Campionato | Coppe nazionali | Coppe nazionali | Coppe nazionali | Coppe continentali | Coppe continentali | Coppe continentali | Altre coppe | Altre coppe | Altre coppe | Totale | Totale |
| Stagione             | Squadra              | Comp                 | Pres       | Reti       | Comp            | Pres            | Reti            | Comp               | Pres               | Reti               | Comp        | Pres        | Reti        | Pres   | Reti   |
| -------------------- | -------------------- | -------------------- | ---------- | ---------- | --------------- | --------------- | --------------- | ------------------ | ------------------ | ------------------ | ----------- | ----------- | ----------- | ------ | ------ |
| 2009–2010            | Real Castilla        | SD                   | 18         | 5          | -               | -               | -               | -                  | -                  | -                  | -           | -           | -           | 18     | 5      |
| Totale Real Castilla | Totale Real Castilla | Totale Real Castilla | 18         | 5          |                 | -               | -               |                    | -                  | -                  |             | -           | -           | 18     | 5      |
| 2010-2011            | Bolton               | PL                   | 17         | 1          | FACup+CdL       | 3+1             | 0               | -                  | -                  | -                  | -           | -           | -           | 21     | 1      |
| Totale Bolton        | Totale Bolton        | Totale Bolton        | 17         | 1          |                 | 4               | 0               |                    | -                  | -                  |             | -           | -           | 21     | 1      |
| 2011-2012            | Benfica              | PL                   | 22         | 9          | CP+CdL          | 3+4             | 2+4             | UCL                | 9                  | 1                  | -           | -           | -           | 38     | 16     |
| 2012-2013            | Benfica              | PL                   | 20         | 7          | CP+CdL          | 6+3             | 2+1             | UCL+UEL            | 4+6                | 0+1                | -           | -           | -           | 39     | 11     |
| 2013-2014            | Benfica              | PL                   | 25         | 11         | CP+CdL          | 5+3             | 2+1             | UCL+UEL            | 2+7                | 1+3                | -           | -           | -           | 42     | 18     |
| Totale Benfica       | Totale Benfica       | Totale Benfica       | 67         | 27         |                 | 24              | 12              |                    | 28                 | 6                  |             | -           | -           | 119    | 45     |
| 2014-2015            | Valencia             | PD                   | 31         | 3          | CR              | 1               | 1               | -                  | -                  | -                  | -           | -           | -           | 32     | 4      |
| 2015-2016            | Valencia             | PD                   | 25         | 2          | CR              | 4               | 2               | UCL+UEL            | 5+4                | 1+2                | -           | -           | -           | 38     | 7      |
| 2016-2017            | Valencia             | PD                   | 19         | 5          | CR              | 2               | 2               | -                  | -                  | -                  | -           | -           | -           | 21     | 7      |
| 2017-2018            | Valencia             | PD                   | 37         | 16         | CR              | 7               | 3               | -                  | -                  | -                  | -           | -           | -           | 44     | 19     |
| 2018-2019            | Valencia             | PD                   | 33         | 8          | CR              | 7               | 5               | UCL+UEL            | 6+5                | 0+2                | -           | -           | -           | 51     | 15     |
| 2019-2020            | Valencia             | PD                   | 27         | 4          | CR              | 1               | 1               | UCL                | 6                  | 2                  | -           | -           | -           | 34     | 7      |
| Totale Valencia      | Totale Valencia      | Totale Valencia      | 172        | 38         |                 | 22              | 14              |                    | 26                 | 7                  |             | -           | -           | 220    | 59     |
| 2020-2021            | Leeds United         | PL                   | 26         | 7          | FACup+CdL       | 1+1             | 0               | -                  | -                  | -                  | -           | -           | -           | 28     | 7      |
| 2021-2022            | Leeds United         | PL                   | 31         | 6          | FACup+CdL       | 0+3             | 0               |                    | -                  | -                  | -           | -           | -           | 34     | 6      |
| 2022-2023            | Leeds United         | PL                   | 31         | 13         | FACup+CdL       | 3+1             | 2+0             |                    | -                  | -                  | -           | -           | -           | 35     | 15     |
| Totale Leeds         | Totale Leeds         | Totale Leeds         | 88         | 26         |                 | 9               | 2               |                    | -                  | -                  |             | -           | -           | 97     | 28     |
| 2023-2024            | Al-Rayyan            | QSL                  | 15         | 7          | CQ+CdL          | 2+2             | 2+2             | -                  | -                  | -                  | CdQ         | 2           | 0           | 21     | 11     |
| ago.-set. 2024       | Al-Rayyan            | QSL                  | 2          | 0          | CQ+CdL          | 0+0             | 2+2             | -                  | -                  | -                  | CdQ         | 0           | 0           | 2      | 0      |
| Totale Al Rayyan     | Totale Al Rayyan     | Totale Al Rayyan     | 17         | 7          |                 | 4               | 4               |                    | -                  | -                  |             | 2           | 0           | 23     | 11     |
| 2024-2025            | Al-Gharafa           | QSL                  | 8          | 2          | CQ+CdL          | 0+4             | 0+0             | ACL                | 2                  | 0                  | CdQ         | 1           | 0           | 15     | 2      |
| Totale carriera      | Totale carriera      | Totale carriera      | 376        | 101        |                 | 67              | 32              |                    | 56                 | 13                 |             | 3           | 0           | 502    | 146    |

### Cronologia presenze e reti in nazionale
| Cronologia completa delle presenze e delle reti in nazionale ― Spagna | Cronologia completa delle presenze e delle reti in nazionale ― Spagna | Cronologia completa delle presenze e delle reti in nazionale ― Spagna | Cronologia completa delle presenze e delle reti in nazionale ― Spagna | Cronologia completa delle presenze e delle reti in nazionale ― Spagna | Cronologia completa delle presenze e delle reti in nazionale ― Spagna | Cronologia completa delle presenze e delle reti in nazionale ― Spagna | Cronologia completa delle presenze e delle reti in nazionale ― Spagna |
| Data                                                                  | Città                                                                 | In casa                                                               | Risultato                                                             | Ospiti                                                                | Competizione                                                          | Reti                                                                  | Note                                                                  |
| --------------------------------------------------------------------- | --------------------------------------------------------------------- | --------------------------------------------------------------------- | --------------------------------------------------------------------- | --------------------------------------------------------------------- | --------------------------------------------------------------------- | --------------------------------------------------------------------- | --------------------------------------------------------------------- |
| 12-10-2014                                                            | Lussemburgo                                                           | Lussemburgo                                                           | 0 – 4                                                                 | Spagna                                                                | Qual. Euro 2016                                                       | -                                                                     | 82’                                                                   |
| 6-10-2017                                                             | Alicante                                                              | Spagna                                                                | 3 – 0                                                                 | Albania                                                               | Qual. Mondiali 2018                                                   | 1                                                                     | 82’                                                                   |
| 14-11-2017                                                            | San Pietroburgo                                                       | Russia                                                                | 3 – 3                                                                 | Spagna                                                                | Amichevole                                                            | -                                                                     |                                                                       |
| 23-3-2018                                                             | Düsseldorf                                                            | Germania                                                              | 1 – 1                                                                 | Spagna                                                                | Amichevole                                                            | 1                                                                     | 66’                                                                   |
| 3-6-2018                                                              | Vila-real                                                             | Spagna                                                                | 1 – 1                                                                 | Svizzera                                                              | Amichevole                                                            | -                                                                     | 60’                                                                   |
| 9-6-2018                                                              | Krasnodar                                                             | Tunisia                                                               | 0 – 1                                                                 | Spagna                                                                | Amichevole                                                            | -                                                                     | 60’                                                                   |
| 20-6-2018                                                             | Kazan'                                                                | Iran                                                                  | 0 – 1                                                                 | Spagna                                                                | Mondiali 2018 - 1º turno                                              | -                                                                     | 89’                                                                   |
| 25-6-2018                                                             | Kaliningrad                                                           | Spagna                                                                | 2 – 2                                                                 | Marocco                                                               | Mondiali 2018 - 1º turno                                              | -                                                                     | 84’                                                                   |
| 1-7-2018                                                              | Mosca                                                                 | Spagna                                                                | 1 – 1 dts (3 – 4 dtr)                                                 | Russia                                                                | Mondiali 2018 - Ottavi di finale                                      | -                                                                     | 104’                                                                  |
| 8-9-2018                                                              | Londra                                                                | Inghilterra                                                           | 1 – 2                                                                 | Spagna                                                                | UEFA Nations League 2018-2019 - 1º turno                              | 1                                                                     |                                                                       |
| 11-9-2018                                                             | Elche                                                                 | Spagna                                                                | 6 – 0                                                                 | Croazia                                                               | UEFA Nations League 2018-2019 - 1º turno                              | 1                                                                     |                                                                       |
| 11-10-2018                                                            | Cardiff                                                               | Galles                                                                | 1 – 4                                                                 | Spagna                                                                | Amichevole                                                            | -                                                                     | 81’                                                                   |
| 15-10-2018                                                            | Siviglia                                                              | Spagna                                                                | 2 – 3                                                                 | Inghilterra                                                           | UEFA Nations League 2018-2019 - 1º turno                              | -                                                                     | 72’                                                                   |
| 15-11-2018                                                            | Zagabria                                                              | Croazia                                                               | 3 – 2                                                                 | Spagna                                                                | UEFA Nations League 2018-2019 - 1º turno                              | -                                                                     | 61’                                                                   |
| 18-11-2018                                                            | Las Palmas                                                            | Spagna                                                                | 1 – 0                                                                 | Bosnia ed Erzegovina                                                  | Amichevole                                                            | -                                                                     | 64’                                                                   |
| 23-3-2019                                                             | Valencia                                                              | Spagna                                                                | 2 – 1                                                                 | Norvegia                                                              | Qual. Euro 2020                                                       | 1                                                                     |                                                                       |
| 26-3-2019                                                             | Ta' Qali                                                              | Malta                                                                 | 0 – 2                                                                 | Spagna                                                                | Qual. Euro 2020                                                       | -                                                                     | 79’                                                                   |
| 10-6-2019                                                             | Madrid                                                                | Spagna                                                                | 3 – 0                                                                 | Svezia                                                                | Qual. Euro 2020                                                       | -                                                                     | 72’                                                                   |
| 5-9-2019                                                              | Bucarest                                                              | Romania                                                               | 1 – 2                                                                 | Spagna                                                                | Qual. Euro 2020                                                       | -                                                                     | 71’                                                                   |
| 8-9-2019                                                              | Gijón                                                                 | Spagna                                                                | 4 – 0                                                                 | Fær Øer                                                               | Qual. Euro 2020                                                       | 2                                                                     |                                                                       |
| 12-10-2019                                                            | Oslo                                                                  | Norvegia                                                              | 1 – 1                                                                 | Spagna                                                                | Qual. Euro 2020                                                       | -                                                                     | 35’                                                                   |
| 15-10-2019                                                            | Stoccolma                                                             | Svezia                                                                | 1 – 1                                                                 | Spagna                                                                | Qual. Euro 2020                                                       | 1                                                                     | 66’                                                                   |
| 3-9-2020                                                              | Stoccarda                                                             | Germania                                                              | 1 – 1                                                                 | Spagna                                                                | UEFA Nations League 2020-2021 - 1º turno                              | -                                                                     |                                                                       |
| 7-10-2020                                                             | Lisbona                                                               | Portogallo                                                            | 0 – 0                                                                 | Spagna                                                                | Amichevole                                                            | -                                                                     | 46’                                                                   |
| 13-10-2020                                                            | Kiev                                                                  | Ucraina                                                               | 1 – 0                                                                 | Spagna                                                                | UEFA Nations League 2020-2021 - 1º turno                              | -                                                                     | 58’                                                                   |
| 11-11-2021                                                            | Atene                                                                 | Grecia                                                                | 0 – 1                                                                 | Spagna                                                                | Qual. Mondiali 2022                                                   | -                                                                     | 57’                                                                   |
| 14-11-2021                                                            | Siviglia                                                              | Spagna                                                                | 1 – 0                                                                 | Svezia                                                                | Qual. Mondiali 2022                                                   | -                                                                     | 59’                                                                   |
| 15-6-2023                                                             | Enschede                                                              | Spagna                                                                | 2 – 1                                                                 | Italia                                                                | UEFA Nations League 2022-2023 - Semifinale                            | -                                                                     | 46’                                                                   |
| Totale                                                                |                                                                       | Presenze                                                              | 28                                                                    |                                                                       | Reti                                                                  | 8                                                                     |                                                                       |

## Palmarès

### Club
- Campionato portoghese: 1

Benfica: 2013-2014
- Coppa del Portogallo: 1

Benfica: 2013-2014
- Coppa di Lega portoghese: 1

Benfica: 2013-2014
- Coppa di Spagna: 1

Valencia: 2018-2019

### Nazionale
- Campionato d'Europa Under-21: 1

Israele 2013
- UEFA Nations League: 1

2022-2023

### Individuale
- Capocannoniere della Coppa di Lega portoghese: 1

2011-2012 (4 gol)
- Inserito nella selezione UEFA dell'Europeo Under-21: 1

Israele 2013
- Squadra della stagione della UEFA Europa League: 1

2013-2014